# Portainers (docker)
Portainer és una eina web open-source que permet gestionar contenidors Docker. Permet administrar contenidors d'una forma remota o local, la infraestructura i tots els aspectes de les implementacions de Docker Standalone, Docker Compose o Docker Swarm.

## Característiques
- Gestionar contenidors de Docker.
- Accedir a la consola de l'ordinador.
- Gestionar imatges de Docker.
- Etiquetar i punjar imatges de Docker.
- Gestionar xarxes de Docker.
- Gestionar volums de Docker.
- Navegar pels elements de Docker.
- Configuració prèvia templates de contenidors.
- Vista de clúster amb Swarm.